# 570년대
570년대는 570년부터 579년까지를 가리킨다.